# Игровая система Pong-типа

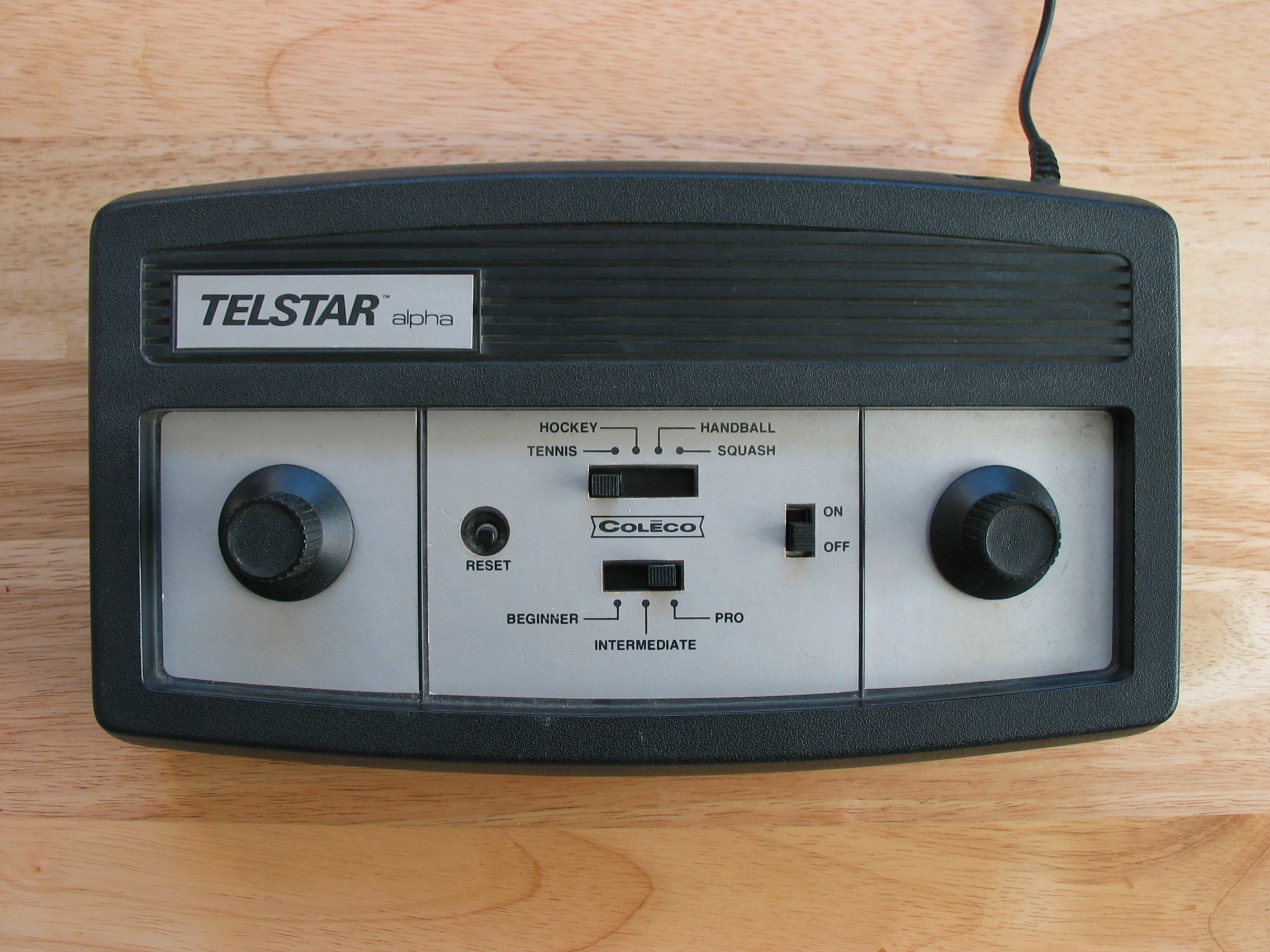
Coleco Telstar Alpha — типичный представитель приставок Pong-типа

Игровая система Pong-типа — наиболее распространенный тип игровых систем первого поколения. Получил название от игры Pong и игровой приставки Atari Pong.

## Особенности
Консоли Pong-типа имеют характерные особенности:
- Используется одночиповое решение.
- Список игр строго задан при производстве и не может расширяться. Картриджи не используются.
- Управление осуществляется манипуляторами paddle-типа, которые закреплены на корпусе приставки (у систем раннего первого поколения) или являются проводными (у поздних моделей).

Эти особенности присущи абсолютному большинству консолей, хотя имеются и исключения: например, у Coleco Telstar Galaxy были джойстики, а Magnavox Odyssey 100 использовала несколько чипов.

## Основные игровые чипы
Большая часть игровых систем была построена на следующих чипах:
- General Instruments AY-3-8500
- General Instruments AY-3-8600
- Atari C010073
- Atari C010765
- Texas Instruments SN764xx
- Texas Instruments TMS-1955
- National Semiconductor MM-57100
- Mostek MPS 7600

## Отечественные приставки
В СССР было выпущено несколько вариантов аналогичных приставок, также использующих одночиповое решение на основе отечественной микросхемы К145ИК17. Приставки различались между собой дизайном корпуса, пультов и наличием игр для светового пистолета.
- «Видеоспорт»
- «Видеоспорт-2»
- «Видеоспорт-М»
- «Видеоспорт-3»
- Телеигра «Турнир» (на AY-3-8500, реклама опубликована в журнале «Радио» за июнь 1978 года[1])
- «Электроника Экси Видео 01»
- «Электроника Экси Видео 02»
- «Эврика»
- «Электроника Лидер»
- Блок цветных телевизионных игр (БЦТИ) телевизора УПИМЦТ марки «Рубин Ц1-205»
- «Палестра-02» (приставка предыдущего поколения, на микросхемах малой степени интеграции)